# Le Mars
Le Mars település az Amerikai Egyesült Államok Iowa államában, Plymouth megyében, melynek megyeszékhelye is. Lakosainak száma 10 571 fő (2020. április 1.).

## Népesség
A település népességének változása:

| 2010 | 9 826  |
| 2020 | 10 571 |